# Estonie au Concours Eurovision de la chanson 2012
L'Estonie participe au Concours Eurovision de la chanson 2012 et sélectionne son représentant via la sélection nationale « Eesti Laul 2012 », organisée par le diffuseur estonien ERR.

## Eesti Laul 2012
Le 26 septembre 2011, l'ERR a commencé les appels à chanson pour la sélection nationale.
La période de soumission de chanson est ouverte en Estonie jusqu'au 12 décembre 2011. Un jury interne nommé par l'ERR sélectionne 20 chansons pour les demi-finales qui se déroulent les 18 et 25 février 2012.
La grande finale de l'Eesti Laul 2012 se déroule le 3 mars 2012 au Nokia Concert Hall de Tallinn. Comme l'année précédente, 10 artistes sont en compétition dans chaque demi-finale et la finale regroupe les cinq qualifiés des demi-finales.
Le participant estonien Malcolm Lincoln de 2010 a montré de l'intérêt pour prendre part à nouveau au Concours.

## À l'Eurovision
L'Estonie participe à l'une des deux demi-finales, les 22 et 24 mai 2012.